# Alexander Stepanowitsch Wiktorenko
Alexander Stepanowitsch Wiktorenko (russisch Александр Степанович Викторенко, wissenschaftliche Transliteration Aleksandr Stepanovič Viktorenko; * 29. März 1947 in Olginka bei Petropawlowsk, Nordkasachstan, Kasachische SSR; † 9. August oder 10. August 2023) war ein sowjetischer bzw. russischer Kosmonaut. Er verbrachte insgesamt 489 Tage im All.

## Raumfahrertätigkeit
Wiktorenko war Pilot der sowjetischen Luftstreitkräfte, bevor er 1978 als Kosmonaut ausgewählt wurde. 1985 und 1986 war er in der Ersatzmannschaft für Sojus T-14 und Sojus T-15, den letzten Flügen zur Raumstation Saljut 7.
Zu seinem ersten Raumflug startete Alexander Wiktorenko am 22. Juli 1987 als Kommandant des Raumschiffs Sojus TM-3. Zusammen mit Alexander Alexandrow und dem Syrer Muhammed Ahmed Faris flog er zur Raumstation Mir, die zu dieser Zeit mit Juri Romanenko und Alexander Lawejkin bemannt war. Nach einer Woche landete Wiktorenko zusammen mit Faris und Lawejkin im Raumschiff Sojus TM-2.
Für die sowjetisch-französische Mission Mir-Aragatz mit Sojus TM-7 im Jahre 1988 war Wiktorenko Ersatzmann.
Zu seinem ersten Langzeitaufenthalt an Bord der Raumstation Mir startete Wiktorenko am 5. September 1989 mit Sojus TM-8. Zusammen mit Alexander Serebrow nahm er die Raumstation, die vier Monate unbesetzt gewesen war, wieder in Betrieb. Wiktorenko und Serebrow blieben über fünf Monate im Weltraum.
Für den Flug von Sojus TM-13 von Oktober 1991 bis März 1992 war Wiktorenko Ersatzmann für Alexander Wolkow.
Zu seinem dritten Raumflug startete Wiktorenko am 17. März 1992 zusammen mit Alexander Kaleri und dem Deutschen Klaus-Dietrich Flade im Raumschiff Sojus TM-14. Knapp fünf Monate verbrachten Wiktorenko und Kaleri an Bord der Mir.
Seinen vierten Raumflug begann Wiktorenko am 3. Oktober 1994 mit dem Raumschiff Sojus TM-20. Mit an Bord waren der Deutsche Ulf Merbold und Jelena Kondakowa, die als erste Frau eine Langzeitmission fliegen sollte. Wiktorenko und Kondakowa blieben über fünf Monate im All.
Als Wiktorenko am 22. März 1995 landete, hatte er insgesamt 489 Tage im All verbracht. Zu dieser Zeit konnten nur Waleri Poljakow mit 678 Tagen und Mussa Manarow mit 541 Tagen mehr aufweisen. Ende Mai 1997 schied Wiktorenko aus dem aktiven Kosmonautendienst aus und wurde Ausbilder am Juri-Gagarin-Kosmonautentrainingszentrum nahe Moskau.
Er starb im August 2023 im Alter von 76 Jahren. Alexander Wiktorenko war verheiratet und hatte zwei Kinder.